# اچ‌ام‌اس ال۵
اچ‌ام‌اس ال۵ (به انگلیسی: HMS L5) یک زیردریایی بود که طول آن ۲۲۲ فوت (۶۸ متر) بود. این زیردریایی در سال ۱۹۱۸ ساخته شد.